# Dvorac Bidaxune
Dvorac Bidaxune (baskijski: Bidaxuneko gaztelua, francuski: château de Bidache), također zvani i Dvorac Agramont (baskijski : Agramondarren gaztelua, francuski: Château de Gramont) dvorac je, koji se nalazi u selu Bidaxune/Bidache u Donjoj Navari (departman Atlantski Pireneji, Francuska). On je poznat po svojim zasvođenim stajama, fasadama i krovovima svojih paviljona. Proglašen je "povijesnim spomenikom" 6. svibnja 1942.  
Prvi spomen ovog dvorca obitelji kneževa Agramonta datira iz 1329. Prolazio je kroz razne događaje prije spaljivanja godine 1796.
Samo tri okrugle kule na sjeverozapadu i jugu pripadaju srednjovjekovnom dvorcu, uništenom 1523. od strane snaga Karla I. Španjolskoga u znak odmazde za otpor na koji je naišao u Bajoni, čiji je gradonačelnik bio Ivan II., knez Agramonta. Dvorac je brzo obnovljen u renesansnom stilu, ali je zadržao izgled srednjovjekovnih obrambenih elemenata.
U sedamnaestom stoljeću arhitekt Louis de Mihet, odgovoran za obnovu zidina Bajone, uvodi nove arhitektonske elemente stilu  "Luja XIII.", a zatim ga obnavlja u tadašnjem stilu pariške regije. Obnova vrtova i terasa datira iz tog razdoblja.
Posljednji radovi su obavljeni u ranom osamnaestom stoljeću sa smještajem monumentalnih ulaznih vrata s trokutastim zabatom.  
Godine 1793., dvorac je nacionaliziran i pretvoren u vojnu bolnicu na nekoliko mjeseci. Zgrada je bila prazna kad je od 22. do 23. veljače 1796., uništena u požaru.
Potječe od vikonta Dax; poslije je predana Guicheu. Godine 1190. Bruno de Agramont prihvatio je u raspodjeli zemlje teritorij Bidaxune na kojem je nesumnjivo izgrađen prvi dvorac. Kneževi Agramont bili su lojalni kraljevima Navare, poslije Engleske i knezovima Akvitanije, a kasnije su došli pod utjecaj kraljeva Francuske.

## Vanjske poveznice
- http://www.tourisme-pays-de-bidache.com/chateaux-et-autres-monuments-historiques/
- http://www.guide-du-paysbasque.com/fr/tourisme/decouvrir/sites-touristiques/chateaux/bidache-108/chateau-de-bidache-xv-xvii-s-2324.html